# 木津温泉
木津温泉（きつおんせん）は、京都府京丹後市網野町木津にある温泉。京都府で最も古い温泉であり、「しらさぎ温泉」という別名がある。木津の読みは「きつ」であり「きづ」ではない。温泉学者の松田忠徳によって日本百名湯に選定されている。

## 泉質
- 分類
  - アルカリ性単純温泉[3]
- 源泉
  - 湧出温度41℃[3]
  - 毎分1400リットル
- 効能
  - 神経痛・筋肉痛・関節痛・皮膚病・外傷性疾患・リウマチ・婦人病・胃腸病など

## 温泉街
日本海沿いの海水浴場から砂地を経てやや内陸に入った場所にあり、水田や果樹園に囲まれた温泉地である。京都丹後鉄道宮豊線夕日ヶ浦木津温泉駅と国道178号線の間に宿泊施設がかたまっており、2025年現在3軒の宿泊施設がある。冬場には温泉とともに松葉カニ料理を楽しみに訪れる者も多い。
- リブマックスリゾート夕日ヶ浦木津温泉（旧・ゑびすや）- 京丹後市網野町木津196-2。木造2階建の本館・大正館と鉄筋コンクリート造4階建の新館があり全15室。
- 木津館 - 京丹後市網野町木津914-1。和室4室。
- 金平楼 - 京丹後市網野町木津971-1。和室6室。

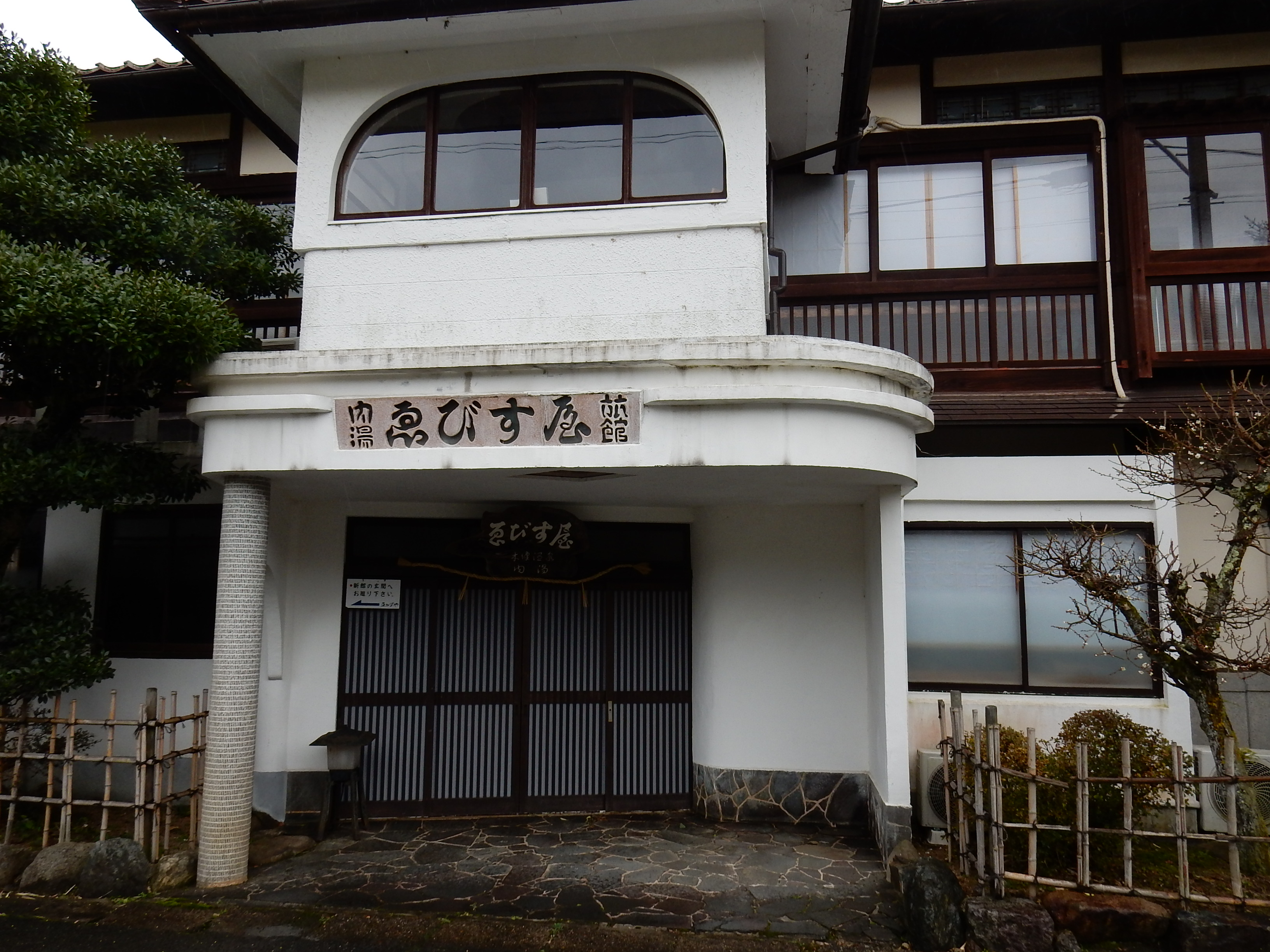
松本清張が逗留したゑびすや時代の大正館
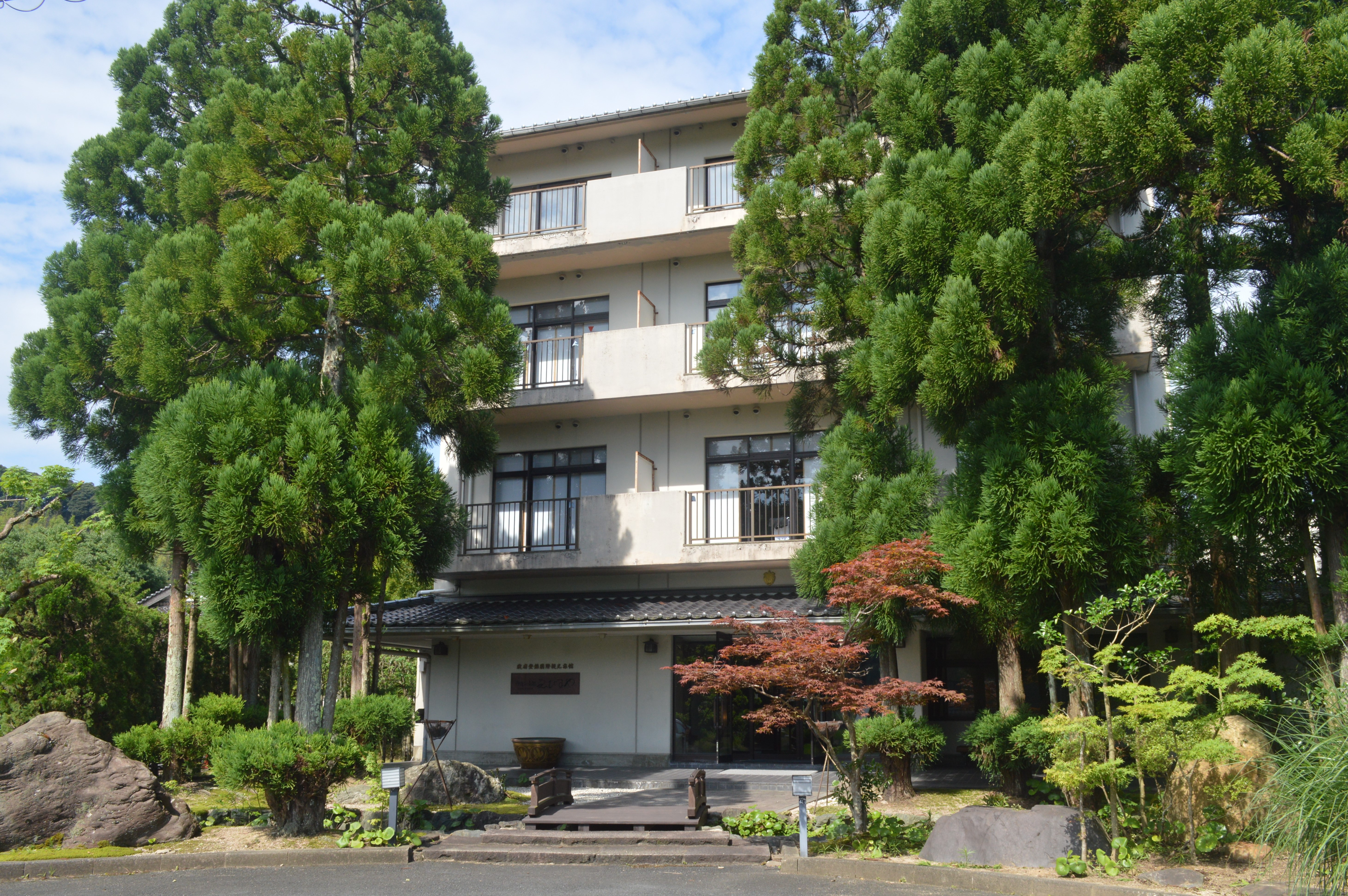
ゑびすや時代の新館

## 歴史

### 発見

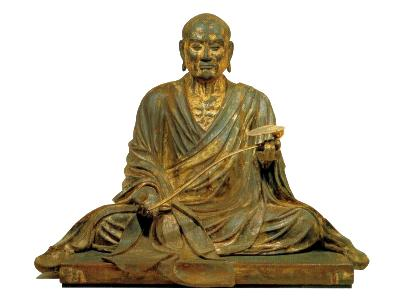
木津温泉を発見したという伝承が残る行基

木津温泉を発見したのは奈良時代の行基であるとする伝承があり、木津にある中性院に伝わる文書に書かれている。天平年間（729年～749年）、天平の飢饉の際には丹後木津でも疫病が発生した。僧侶の行基はこの飢饉の際に木津を訪れ、シラサギが傷を癒しているのを見て木津温泉を発見したという。行基は法力をふるうとともに、人々に温泉につかるよう説いてまわったとされる。そのおかげで、この木津の地は疫病の難から救われたといい伝えられている。当時の疫病は皮膚病の一種だったとされ、木津温泉は皮膚病の効能を第一に謳っている。ただし、中世以前に木津温泉が存在したとする史料は中性院の文書以外には発見されていない。
確実な史料としては、天明年間（1781年-1789年）には井戸が掘られていたことが確認されているが、泉温は摂氏30度台前半であり、浴水とするためには加温が必要だった。とはいえ、京都府で一定以上の温度を持つ温泉は長らく木津温泉のみだった。

### 近代
1877年（明治10年）には槇村正直京都府知事が当地を訪れ、京都舎密局による分析で木津温泉の泉水の効用が証明された。道路や水路の新設、浴場や旅館の建設が行われたが、鉄道が通じていないなどの地理的条件が災いして温泉地として発展することはなかった。
1904年（明治37年）から1905年（明治38年）の日露戦争の際には、竹野郡木津村が木津温泉の発展を目的として、戦傷病者転地療養所の設置に向けた願書を出したが、療養所の設置は実現しなかった。
1911年（明治44年）には摂氏43度の泉温を持つ湯を掘り当て、本格的に木津温泉の再興が開始された。1912年（大正元年）8月にはこの泉源による浴場の建設が開始され、1913年（大正2年）4月13日には竣工式が行われた。1914年（大正3年）9月12日には大火の被害に遭い、2棟の浴舎と3棟の旅館を残して焼失した。再興に際して結成された木津温泉組合は解散している。
1928年（昭和3年）には新たに浴場が建設された。1931年（昭和6年）には国鉄宮津線丹後木津駅（現在の京都丹後鉄道宮豊線夕日ヶ浦木津温泉駅）が開業し、1932年（昭和7年）には国鉄宮津線が全通したことで、木津温泉の先行きに光がともされた。
太平洋戦争末期の1945年（昭和20年）4月には、竹野郡木津村が設置を要望していた敦賀陸軍病院木津村臨時分院が開設され、8月末まで約100人の将兵が木津温泉で療養している。

### 現代

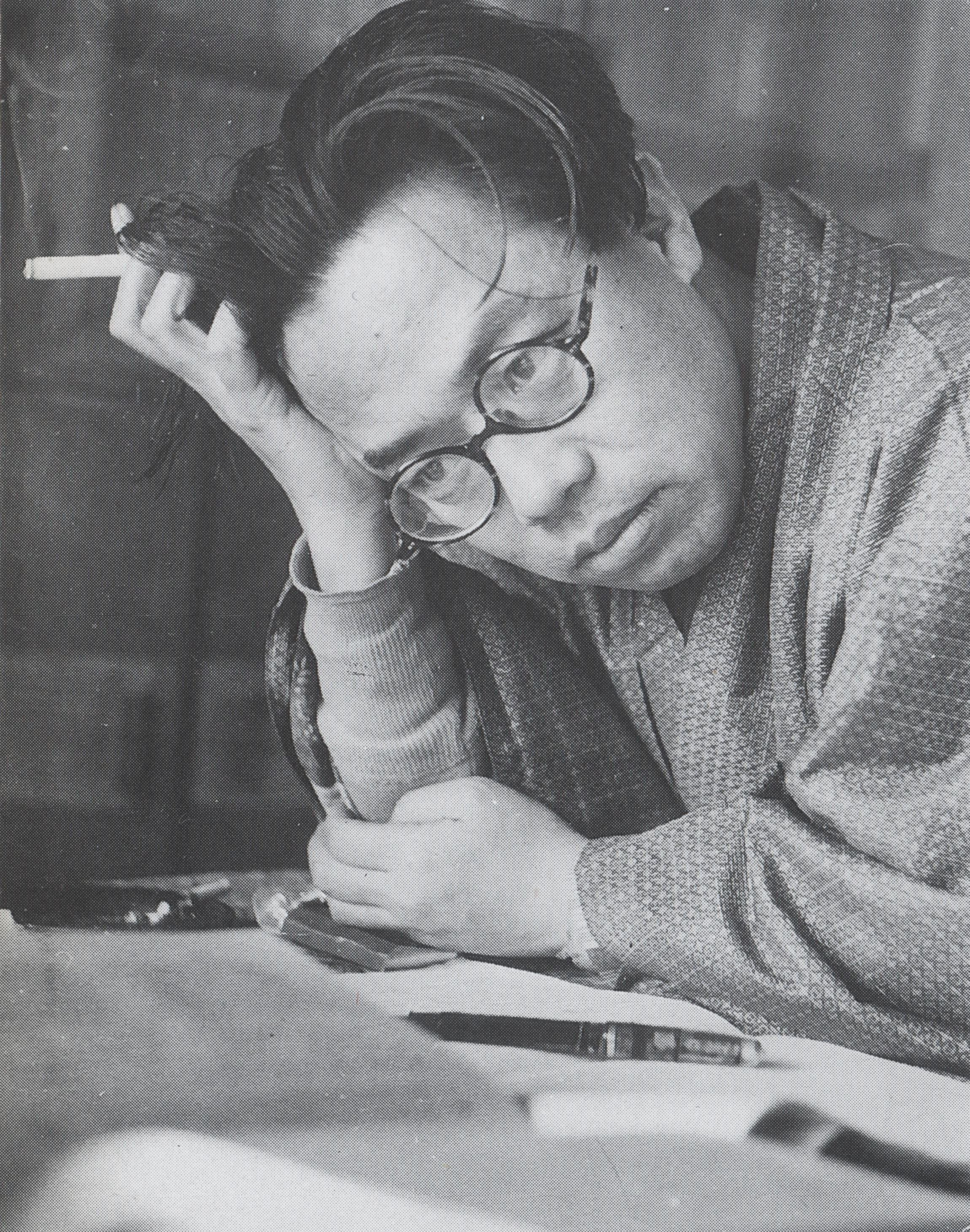
1965年に木津温泉を訪れた松本清張

登山家の渡辺公平は、日本交通公社の雑誌『旅』1958年7月1日号（第32巻第7号）に「砂浜と松林の美しい木津温泉」という随筆を寄せている。当時はゑびすや、木津館、金平館、みなとやの4軒の旅館があり、旅館のほかに共同浴場があった。渡辺は木津温泉を「城崎温泉の陰に押しやられている、京都府下唯一の温泉」と書いている。
1965年（昭和40年）6月から2か月ほど、小説家の松本清張がゑびすやの大正館に逗留し、推理小説『Dの複合』を執筆した。ゑびすやの主人が清張に気づいて新聞社に電話すると、気づかないふりをして執筆に協力するよう要請された。しかし、結局は清張に食事の内容を相談し、清張の要望に応じて気取らない食事を提供した。清張はゑびすやを気に入り、一週間の滞在予定を2か月に延長して執筆に励んだ。ゑびすやは小説内に「浦島館」として登場する。
網野町は丹後ちりめんの産地であり、機業が盛んだった時代の木津温泉はたいへんな賑わいを見せたが、現在は静かで落ち着いた温泉地となっている。昭和50年代以降には網野町の他地域でも温泉の掘削が行われ、夕日ヶ浦温泉などの温泉郷が生まれている。
2000年（平成12年）から2002年（平成14年）まで温泉学者の松田忠徳が日本経済新聞に連載した「日本百名湯」では木津温泉も選定され、松田はゑびすやの家族風呂などを称賛している。2009年（平成21年）に松田が著した『平成温泉旅館番付』では、ゑびすやが西前頭22枚目に位置付けられた。
2007年（平成19年）4月1日、京都丹後鉄道宮豊線夕日ヶ浦木津温泉駅のホームに足湯「しらさぎの湯」が完成した。

## アクセス

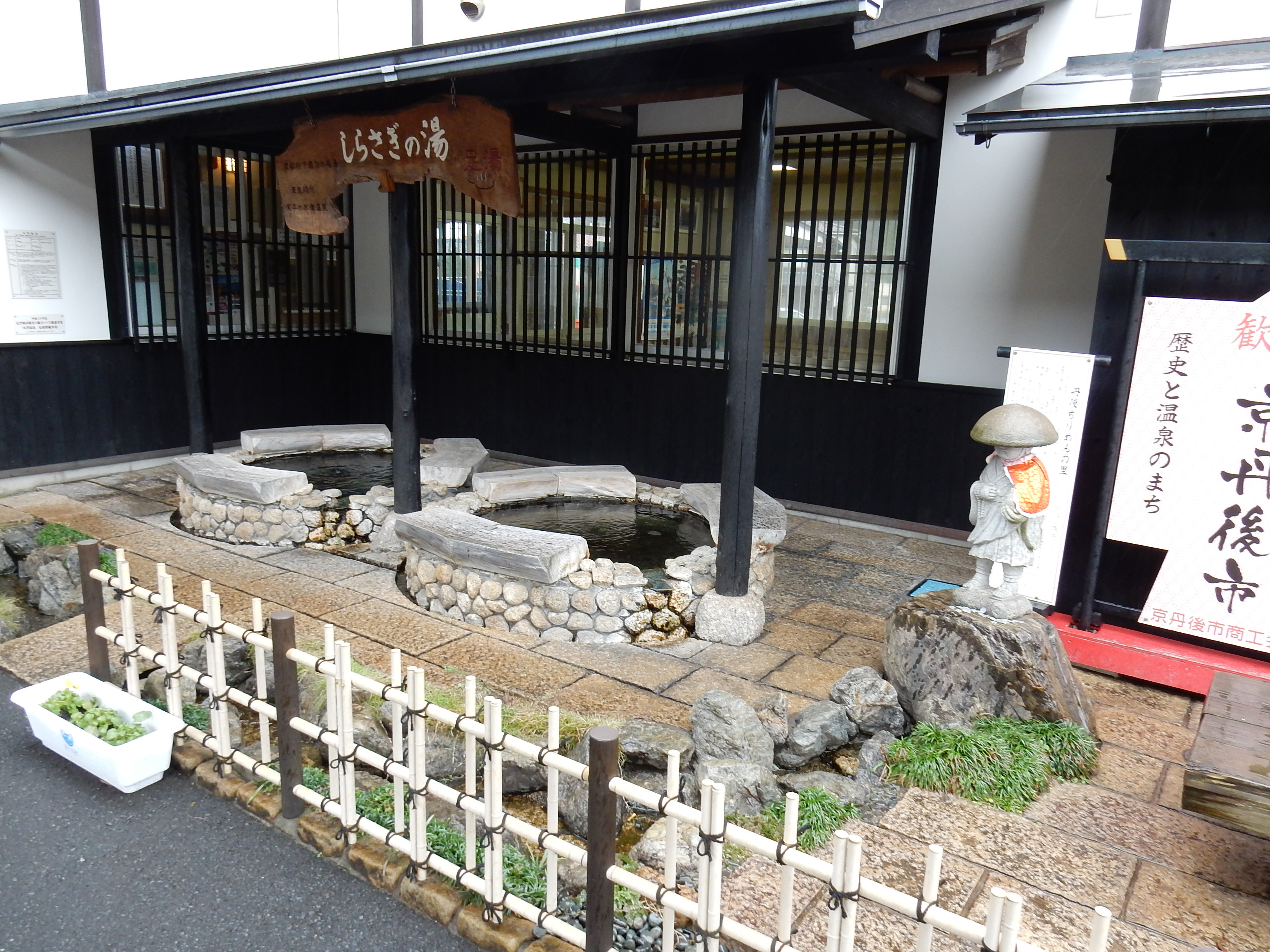
しらさぎの湯

- 京都丹後鉄道宮豊線夕日ヶ浦木津温泉駅から徒歩約1分
  - 駅名は夕日ヶ浦温泉と木津温泉に由来している。
  - 夕日ヶ浦木津温泉駅ホームにある足湯「しらさぎの湯」は原泉掛け流しであり、午前9時～午後5時まで利用できる[12]。利用は無料だが、鉄道利用者以外の利用には駅の入場券が必要である。
- 山陰近畿自動車道京丹後大宮インターチェンジから府道651号、国道312号、府道17号、国道178号で木津温泉まで約21km